# Django elszabadul
A Django elszabadul (angolul: Django Unchained) 2012-ben bemutatott amerikai revizionista westernfilm Quentin Tarantino rendezésében. A Golden Globe-díjas forgatókönyvet maga Tarantino írta, melynek központi témája az 1860 előtti kegyetlen rabszolgatartás az USA déli államaiban. A főszerepben Jamie Foxx, Christoph Waltz és Leonardo DiCaprio látható. A filmben egy cameoszerepben felbukkan Franco Nero, az eredeti, 1966-ban bemutatott, Sergio Corbucci által rendezett, legendás Django címszereplője.
A Django elszabadul ötlete már 2007-ben felvetődött, amikor Tarantino könyvet írt Corbucciról. 2011 áprilisáig Tarantino elküldte a forgatókönyv végleges tervezetét a The Weinstein Companynak. A casting 2011 nyarán kezdődött, Michael K. Williamst és Will Smitht vették először figyelembe a címszerepre, mielőtt még Foxxot választották meg. A fő forgatás 2011 novemberétől 2012 márciusáig tartott Kaliforniában, Wyomingban és Louisianában.
A Django elszabadult először a New York-i Ziegfeld Színházban mutatták be 2012. december 11-én, majd december 25-én jelent meg az Egyesült Államokban. A film több filmipar díjat kapott, köztük öt Oscar-díj jelölést is. Waltz számos díjat kapott a szerepléséért, köztük a Golden Globe-ot, a BAFTA-át és Oscar-díjat. Tarantino Oscar-díjat, Golden Globe-t és BAFTA díjat nyert a film eredeti forgatókönyvének megírásáért. A film világszerte több mint 425 millió dollárt tudott termelni, ami a 100 millió dolláros költségvetésével szemben, igen jól teljesített, így Tarantino legmagasabb bevételt hozó filmje lett a színházakban. 
Elvették a szabadságát, most elveszi mindenüket.

## Cselekmény
1858-ban, az amerikai polgárháború előtt a fekete rabszolga, Django (Jamie Foxx), rabláncra fűzött sorstársaival valahol Texas államban menetel két rabszolga-kereskedő, Ace és Dickey Speck kíséretében. Egy hideg éjszakán a menet egy Dr. King Schultz (Christoph Waltz) nevezetű német fogorvosból lett fejvadásszal találkozik. A talpig úriember Dr. Schultz meg kívánja vásárolni Djangot, mivel a férfi elvezetheti korábbi gazdáihoz, a Brittle fivérekhez, akik ellen a fejvadász elfogatási paranccsal rendelkezik. Mikor a két Speck nem hajlandó eladni Djangot és megfenyegetik a doktort, Schultz rövid úton végez velük: fegyvert rántva agyonlövi Ace-t, valamint Dickey lovát, akit a hátas maga alá temet. Dr. Schultz ragaszkodik hozzá, hogy törvényes úton megvásárolja Djangot, majd miután fizetett a férfiért, az újonnan szabadult rabszolgák kezébe adja Dickey-t, akik nyomban végeznek vele.
Django – aki immár a Django Freeman nevet viseli  - és a doktor a déli földbirtokos, Spencer „Big Daddy” Bennett (Don Johnson) Tennessee államban fekvő ültetvényére mennek, ahol végeznek a három Brittel fivérrel. Ezt követően Bennett és a feldühödött csőcselék üldözőbe veszi őket, ám Dr. Schultz csapdát állít nekik: dinamitot rejt az orvosi kocsijába, mikor pedig Bennett emberei körülveszik, távolról felrobbantja. A menekülő Bennettel Django végez.
Ezt követően Dr. Schultz, hálából a Brittle fivérekkel szemben nyújtott segítségéért, korábbi ígéretéhez híven felszabadítja Djangot, akinek feltett szándéka, hogy megtalálja feleségét, a német nyelven is beszélő Broomhilda von Shaftot (Kerry Washington), akitől előző gazdáik elválasztották. A doktor, aki felelősséget érez Django iránt, illetve felismeri tehetségét a fegyverekhez, alkut kínál: kitanítja Djangot a fejvadász mesterségre, a telet a hegyek közt töltik az ott tanyázó bandákra vadászva, megosztoznak a hasznon, tavasszal pedig együtt megkeresik és felszabadítják Django feleségét. Az egykori rabszolga rááll az egyezségre.
1859-ben, Django és Dr. Schultz Mississippibe utaznak, ahol megtudják, hogy Broomhildát a hírhedt Candyland-i ültetvényre vitték. A páros felkeresi Candyland elbűvölő, ám kegyetlen urát, Calvin J. Candie-t (Leonardo DiCaprio), aki épp egy brutális ún. "mandingo harcot" néz végig üzlettársával (Franco Nero) a greenwille-i úriemberek klubjában.
Dr. Schultz és Django üzletkötés ürügyén tárgyalni kezdenek Calvinnel: mivel tudják, hogy az ültetvényes nem állna velük szóba egyetlen rabszolga eladásáért, a legjobb mandingo harcosát kívánják megvásárolni – az üzletbe pedig reményeik szerint mintegy mellékesen Broomhildát is beleveszik. Az érdeklődő Calvin meghívja őket a Candyland-i farmjára.
A candylandi út során szemtanúi lesznek egy brutális jelenetnek: a birtok rabszolgavadászainak kutyái szétmarcangolnak egy szökevény Mandingo harcost, D'Artagnant. Dr. Schultz megmentené a szerencsétlent, Django azonban megállítja: a doktor emberségessége összeférhetetlen az álcájukkal.
Miután megtalálták Broomhildát, Dr. Schultz német nyelven megosztja vele a tervet. A Calvinnel folytatott közös vacsora alatt azonban az ültetvényes túlbuzgó, hűséges rabszolgájának, a vén Stephennek (Samuel L. Jackson) szemet szúr, hogy Django és Broomhilda ismerik egymást és kikövetkezteti, hogy a különös páros valódi célja Broomhilda megvásárlása, miután pedig a lényegesen kisebb összegért az alkuba vett lánnyal elhagyták a birtokot, Calvin a Mandingo harcosért kínált kisebb vagyonból egy centet sem lát.
Miután figyelmezteti Calvint, a feldühödött ültetvényes az alkuban szereplő 12 ezer dollárt követeli Broomhildáért, megfenyegetve Djangot és a doktort, hogy amennyiben nem teszik, helyben megöli a lányt. A doktor hajlandó kifizetni az összeget. A szerződés összeállítása és aláírása után az önelégült Calvin, ismét Broomhilda életével fenyegetőzve ragaszkodik hozzá, hogy Dr. Schultz kezet rázzon vele. A doktor megelégeli a rabszolgatartó fennhéjázását és rejtett Derringerrével szíven lövi. Calvin testőre, Butch Pooch megöli Dr. Schultzot, akit azonban Django lő agyon. Django és a birtok fegyveresei közt féktelen tűzharc bontakozik ki, ám a férfi végül kénytelen megadni magát, mikor Broomhildát túszul ejtik.
Másnap reggel Stephen elmondja Djangonak, hogy a sugalmazására Calvin nővére, Lara Lee Candie-Fitzwilly azt a döntést hozta, hogy Djangot egy bányába hurcolják, ahol halálra dolgoztatják majd – amely vég sokkal rosszabb, mint a népszerű kasztráció, amit eredetileg neki szántak. A bányához vezető úton azonban Django kicselezi kísérőit: meggyőzi őket, hogy az ültetvényen történtekért egy körözött banda a felelős, akikért magas vérdíj jár, őt pedig csak bűnbaknak tették meg. Ezt bizonyítandó, megmutatja az őröknek a magánál tartott körözési plakátot, amit Dr. Schultz tanácsára kabalaként őrzött meg első sikeres vadászata után. Kapzsi kísérői eloldozzák és fegyvert is adnak neki, amellyel azonban Django mindannyiukkal végez. Magához vesz egy lovat és egy dinamittal teli zsákot, majd visszavágtat Candylandbe. Az ültetvényen megöli a rabszolgavadászokat, megszerzi Broomhilda szabadságpapírjait a halott Dr. Schultz zsebéből, majd, miután búcsút vett az öreg némettől, és kiszabadítja feleségét. Mikor Calvin háznépe visszatér a temetésről, Django a házban várja őket. Megöli Larát és a megmaradt fegyvereseket, a két rabszolganőt pedig útjára bocsátja. Térden lövi Stephen-t, majd kifelé menet meggyújtja az épületben elhelyezett dinamitkötegek zsinórját. Django és Broomhilda végignézik, ahogyan a gyűlölt candylandi kastély Stephennel együtt a levegőbe repül, majd ellovagolnak az ültetvényről.

## Szereplők

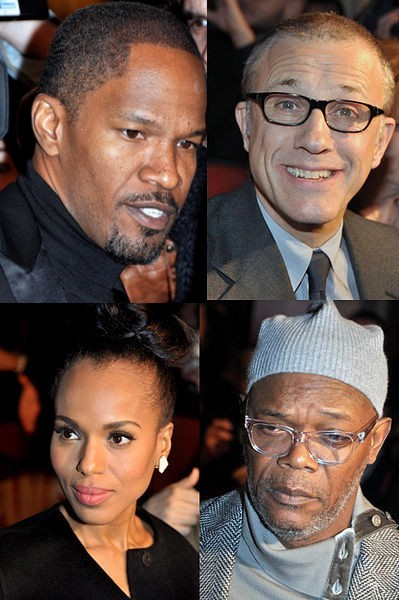
Főszereplők az óramutató járásával megegyező irányba: Jamie Foxx, Christoph Waltz, Samuel L. Jackson és Kerry Washington, 2013 januárjában a film francia premierén.
IMDB 8,4/10 (szavazat)

| Szerep                       | Színész           | Magyar hang      |
| ---------------------------- | ----------------- | ---------------- |
| Django Freeman               | Jamie Foxx        | Kálid Artúr      |
| Dr. King Schulz              | Christoph Waltz   | Csankó Zoltán    |
| Calvin J. Candie             | Leonardo DiCaprio | Hevér Gábor      |
| Stephen                      | Samuel L. Jackson | Reviczky Gábor   |
| Broomhilda "Hildi" von Shaft | Kerry Washington  | Bánfalvi Eszter  |
| Spencer "Big Daddy" Bennett  | Don Johnson       | Gáspár Sándor    |
| Ace Speck / Butch Pooch      | James Remar       | Kőszegi Ákos     |
| Dicky Speck                  | James Russo       | Papp János       |
| Gill Tatum, rendőrbíró       | Tom Wopat         | Ganxsta Zolee    |
| Billy Crash                  | Walton Goggins    | Makranczi Zalán  |
| Csuklyás                     | Jonah Hill        | Elek Ferenc      |
| Vén Carracun                 | Bruce Dern        | Borbiczki Ferenc |
| Jano, rabszolgaszállító      | Quentin Tarantino | Alföldi Róbert   |
| Amerigo Vessepi              | Franco Nero       | Szacsvay László  |

## Fontosabb díjak és jelölések
Oscar-díj (2013)
- díj: legjobb férfi epizódszereplő (Christoph Waltz)
- díj: legjobb eredeti forgatókönyv (Quentin Tarantino)
- jelölés: legjobb film (Reginald Hudlin, Stacey Sher, Pilar Savone)
- jelölés: legjobb operatőr (Robert Richardson)
- jelölés: legjobb hangeffektus vágás (Wylie Stateman)

Golden Globe-díj (2013)
- díj: legjobb férfi epizódszereplő (Christoph Waltz)
- díj: legjobb eredeti forgatókönyv (Quentin Tarantino)
- jelölés: legjobb dráma
- jelölés: legjobb férfi epizódszereplő (Leonardo DiCaprio)
- jelölés: legjobb rendező (Quentin Tarantino)

BAFTA-díj (2013)
- díj: legjobb férfi epizódszereplő (Christoph Waltz)
- díj: legjobb eredeti forgatókönyv (Quentin Tarantino)

César-díj (2014)
- jelölés: a legjobb külföldi film